# Ion Belgea
Ion Belgea (1909 - 1939) a fost un membru important al Mișcării Legionare.

## Biografie
Ion Belgea a fost licențiat în litere și filozofie la Universitatea din București și a fost bibliotecar la Academia Română. A publicat în revista Pământul Strămoșesc de la apariția ei.
Belgea  a fost membru al primului cuib legionar din București întemeiat de Andrei C. Ionescu în 1927. A primit gradul de comandant legionar chiar de la înființarea gradului, la 10 decembrie 1932.
După arestarea lui Corneliu Zelea Codreanu, Ion Belgea a făcut parte din grupul de legionari care s-a întâlnit pe 30 aprilie 1938 la București (grup din care mai făceau parte, printre alții, Horia Sima, Radu Mironovici, Nicoleta Niculescu, Valerian Trifa, Lucia Trandafir) pentru a decide de măsurile ce trebuiau luate pentru a menține activitatea organizației și a proteja pe acei membri urmăriți de poliție. În urma acestei reuniuni, a fost stabilit un comandament din care Ion Belgea făcea parte alături de Radu Mironovici, Horia Sima, Iordache Nicoară și Ion Antoniu.
Pe 16 iunie 1938 Ion Belgea reorganizează Comandamentul Legionar, Iordache Nicoară fiind însărcinat cu coordonarea activităților din București iar Horia Sima cu legăturile cu provincia. După mai puțin de o lună însă, pe 11 iunie, Belgea este arestat și internat în lagărul de la Miercurea- Ciuc. Conducerea Comandamentului Legionar este preluată inițial de Ion Antoniu și apoi, după arestarea acestuia, de Constantin Papanace.
Unii autori consideră că Belgea a fost trădat de Victor Biriș, din dispoziția lui Horia Sima, pentru ca Sima să poată parveni apoi la conducerea Mișcării nestingherit de comandanții legionari mai importanți decât el. (Biriș a fost unul dintre apropiații lui H. Sima în perioada 1938-1941, fără a fi legionar; în timpul Statului Național-Legionar a deținut funcția de subsecretar de Stat la Ministerul de Interne și a mărturisit toate acestea încă în 1939 - vezi I. Dumitrescu-Borșa, Cal Troian intra muros (București: Lucman, s.d.)
Ion Belgea a fost asasinat de autoritățile române  în lagărul de la Vaslui în noaptea de 21-22 sept. 1939, în masacrul elitei legionare ordonat de Carol al II-lea. 